# VoiceOver
VoiceOver —  программа чтения с экрана компьютера, встроенная в операционную систему Mac OS X. Используя VoiceOver, пользователь может управлять своим компьютером, используя речь и клавиатуру. Эта функция была разработана, чтобы улучшить управление компьютером пользователям с плохим зрением. VoiceOver — это встроенная программа чтения экрана, которая озвучивает информацию на экране компьютера: произнося текст, содержащийся в документах и окнах. Чтобы включить VoiceOver, нажмите сочетание клавиш ⌘ Command+F5.

## Об утилите
Из сайта Apple:
VoiceOver читает вслух содержимое файлов, включая web-страницы, почтовые сообщения Apple Mail и файлы текстового процессора, предоставляя всеобъемлющее звуковое описание вашего рабочего пространства, и включает в себя богатый набор клавиатурных команд, которые позволяют вам управлять интерфейсом Mac OS X и взаимодействовать с приложениями и управлением системы.
Утилита впервые была анонсирована с выходом Mac OS X 10.4 и её функциональность была расширена в Mac OS X 10.5 и Mac OS X 10.6.

## Особенности утилиты
Утилита способна работать и поддерживает различные модели дисплеев Брайля. При подключении к компьютеру поддерживаемого монитора Брайля VoiceOver обнаруживает этот монитор, а затем по системе Брайля (сокращённой или полной версии) передаёт на него информацию о содержимом экрана компьютера. При использовании трекпада Multi-Touch Вы можете перемещаться по экрану и взаимодействовать с отображаемыми объектами с помощью жестов VoiceOver. Используя VoiceOver, Вы можете управлять компьютером в основном через клавиатуру, дисплей Брайля или трекпад (вместо мыши).
Когда включена функция VoiceOver, Вы можете перемещаться между объектами на экране и взаимодействовать с ними с помощью команд VoiceOver. Для ввода команд VoiceOver нажмите одну или несколько клавиш, удерживая нажатыми одновременно клавиши Control и Option. Клавиши Control и Option называются клавишами VoiceOver или, кратко, клавишами VO. В командах эти клавиши обозначаются как VO, например VO-F1. Команды VoiceOver можно назначать для клавиш цифровой клавиатуры, клавиш основной клавиатуры, клавиш ввода с дисплея Брайля и жестов трекпада, что позволяет вводить команды минимальным количеством нажатий клавиш.
Перемещая по экрану курсор VoiceOver, можно прослушивать описание объектов, на которые указывает курсор. С помощью курсора можно выбирать кнопки и другие элементы управления, читать и редактировать текст. Курсор клавиатуры и указатель мыши могут взаимодействовать с курсором VoiceOver различными способами. Их можно настроить таким образом, чтобы они следовали друг за другом или, наоборот, одновременно использовались для перемещения в разных программах независимо друг от друга.
При первом запуске VoiceOver Вы можете ознакомиться с кратким руководством, где в интерактивном режиме представлены основные сведения о важнейших функциях перемещения и взаимодействия, предусмотренных в VoiceOver. Когда функция VoiceOver включена, Вы можете в любой момент начать работу с кратким руководством, нажав сочетание клавиш VO-Command-F8.
Вы можете настроить функцию VoiceOver в соответствии со своими потребностями с помощью утилиты VoiceOver.

## Команды и жесты VoiceOver
- Основные команды. Включение и выключение VoiceOver, блокировка клавиш Control и Option, изменение скорости и громкости речи, настройка объёма озвучиваемой информации, получение советов и справки.
- Команды ориентации. Прослушивание кратких сведений об открытых программах и окнах, информации о местоположении курсора VoiceOver, указателя мыши и курсора клавиатуры, чтение содержимого окна и т. д.
- Команды навигации. Перемещение по элементам в окне, переход на рабочий стол и в строку меню, пролистывание всех элементов в окне и управление слежением за курсором.
- Веб-команды. Перемещение по веб-элементам (таким как фреймы и активные области), прослушивание статистики веб-страниц и задание методов управления таблицами.
- Текстовые команды. Чтение и редактирование текста в документе и временное изменение параметров чтения текста на экране.
- Команды управления. Взаимодействие с элементами управления, работа в таблицах и управление окнами.
- Команды поиска. Поиск по атрибутам текста, графике, элементам управления и другим элементам.
- Стандартные жесты. Если Вы используете трекпад Multi-Touch и включена функция Trackpad Commander, используйте жесты VoiceOver для навигации и взаимодействия с элементами на экране.
- Новые и изменённые команды. Новые и изменившиеся команды VoiceOver доступны в Mac OS X 10.6.

## Плееры iPod
- В «iPod Shuffle» третьего и четвёртого поколения новая система навигации носит название — VoiceOver. Эта система позволяет в плеере выполнять функцию «озвучивания» названий треков и плей-листов.
- Также эта функция есть в iPod nano пятого поколения.[1]